# Derrame pleural

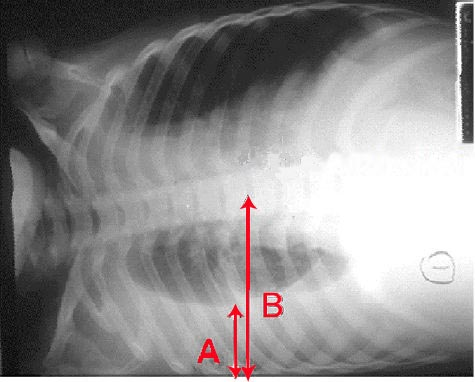
Radiografia de tórax com derrame pleural. A seta A mostra a camada de fluido na cavidade pleural direita. A seta B mostra o comprimento normal do pulmão na cavidade.

Derrame pleural é a acumulação excessiva de fluido entre as membranas que envolvem o pulmão (cavidade pleural). Uma quantidade excessiva deste fluido pode descompensar a ventilação por limitar a expansão dos pulmões (atelectasia).
Normalmente as membranas que envolvem os pulmões (pleuras) possuem apenas uma quantidade mínima de líquido pleural para evitar o atrito entre si. Quando uma dessas pleuras sofre com processo inflamatório causa dor torácica. Em função do comprometimento pleural ser evolutivo, tem-se produção anormal do líquido pleural e/ou redução na reabsorção deste líquido, que passa a acumular-se no espaço pleural e “afasta” uma pleura da outra, evitando o atrito, atenuando e até fazendo desaparecer a dor.
A produção aumentada e/ou a reabsorção reduzida faz com que haja uma grande quantidade de líquido no espaço pleural. Grandes derrames pleurais causam insuficiência ventilatória restritiva que se manifesta por “falta de ar” (dispneia).

## Classificação
Os derrames pleurais são classificados em :
- Líquidos:
  - quanto à etiologia (tuberculose, pneumonia, neoplasia)
  - quanto ao caráter (serofibrinoso, hemorrágico, purulento ou quiliforme)
  - quanto à localização (grande cavidade, interlobar, mediastínico)
- Gasosos: Pneumotórax
- Mistos: hidropneumotórax, hemopneumotórax, piopneumotórax.

### Classificação de acordo com a composição bioquímica (Critérios de Light)
Os derrames pleurais são classificados de acordo com sua composição bioquímica, como:
- Transudatos: Proteína pleural / Proteína sérica <0,5; DHL pleural / DHL sérica <0,6; e Teor de DHL < que 2/3 do valor limite superior da concentração sérica normal
- Exsudatos: Proteína pleural / Proteína sérica >0,5; DHL pleural / DHL sérica >0,6; e Teor de DHL > que 2/3 do valor limite superior da concentração sérica normal. E o gradiente de albumina sérica - albumina do derrame é < que 1,2 g/dL.

Para diagnóstico de exsudato, necessita-se de apenas 1 dos critérios.
Geralmente, por conterem pouca proteína na sua composição, os derrames pleurais do tipo transudato são límpidos, amarelo-claros e não se coagulam espontaneamente.

### Classificação pelo carácter do fluído
- Hidrotórax (líquido seroso)
- Pneumotórax (ar)
- Hemotórax (sangue)
- Piotórax (pus)
- Quilotórax (linfa gordurosa)
- Urinotórax (urina) - raro

## Causas
Derrame pleural tipo transudato
- Hipoalbuminemia severa
- Insuficiência cardíaca congestiva
- Embolia pulmonar
- Obstrução da veia cava superior
- Cirrose hepática com ascite
- Síndrome nefrótica
- Glomerulonefrite
- Diálise peritonial
- Mixedema
- Sarcoidose

Derrame pleural hemorrágico
- - Traumas torácicos
  - Acidentes de punção (toracocentese)
  - Pós-cirurgia torácica

Doenças associadas a derrame pleural do tipo exusudato:
- Doenças infeciosas
  - Tuberculose
  - Pneumonia bacteriana
  - Micose sistêmica
  - Pneumonia viral
  - Parasitose
- Neoplasias
  - Carcinoma pulmonar primário
  - Metástase em pulmão
  - Sídrome de Meigs
  - Mesotelioma
  - Linfangioleiomiomatose
- Doenças colágeno-vasculares
  - Pleurite reumatóide
  - Lúpus eritematoso sistêmico
  - Síndrome de Sjögren
  - Granulomatose de Wegner
  - Síndrome da unha amarela
- Patologia abdominal
  - Peritonite
  - Pancreatite
  - Abscesso subfrênico
  - Abscesso hepático
  - Perfuração do esôfago (e.g. Síndrome de Mallory-Weiss)
  - Obstrução da veia cava inferior
  - Obstrução do trato urinário
  - Diálise peritonial
  - Ruptura de aneurisma de aorta
- Doenças inflamatórias
  - Embolia pulmonar
  - Síndrome do desconforto respiratório agudo (SDRA)
  - Insuficiência renal crônica em hemodiálise
  - Hiperuricemia
  - Síndrome de Dressler
- Miscelânea
  - Sarcoidose
  - Induzido por drogas
  - Exposição ao asbestos

## Análise laboratorial do líquido pleural
Análise de elementos não protéicos:
- Coloração
- pH
- Glicose

Análise de elementos protéicos:
- DHL
- Proteínas
- Amilase
- Adenosina deaminase (ADA)
- Reação em cadeia da polimerase (PCR) para Mycobacterium tuberculosis = a sensibilidade pode chegar à 78 %, com uma especificidade próximo de 100 %.
- Interferon-gama = semelhante à ADA, quando aumentado sugere tuberculose pleural. Entretanto, em muito locais, este exame não existe de rotina.

Análise de elementos celulares:
- Citograma
- Citologia oncótica
- Cultura e antibiograma
- Cultura para BAAR = positiva em menos de 30 % dos pacientes e pode demorar 2 meses ou mais.

## Biópsia pleural

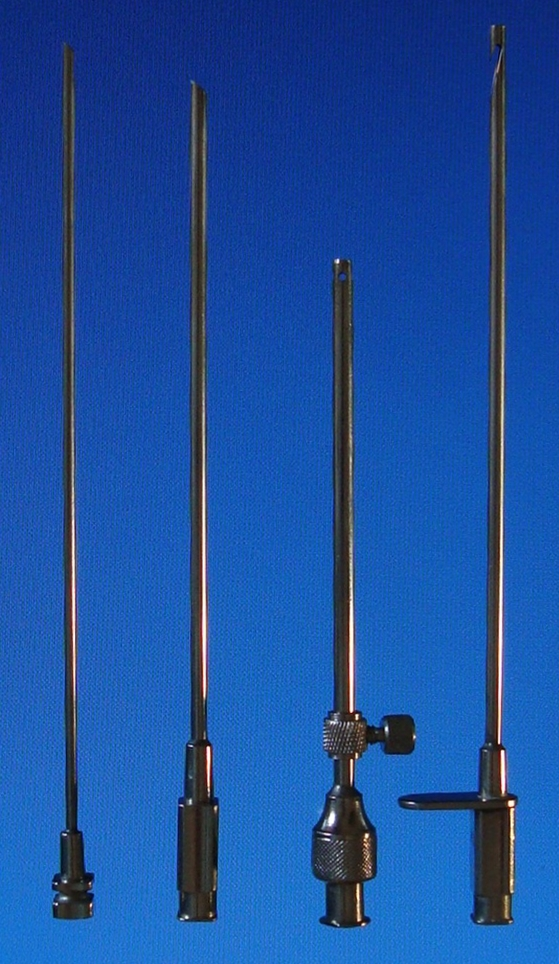
agulha de biópsia pleural

Além da análise do derrame pleural, nos casos de liquido pleural do tipo exsudato, devemos cogitar a biópsia pleural na tentativa de obtenção do diagnóstico anatomopatológico.
A biópsia pleural pode ser obtida com:
- Agulha de biópsia pleural
- Toracoscopia

## Tratamento
Parar evitar novos derrames é necessário tratar a causa. Derrames pequenos geralmente não causam sintomas nem precisam de tratamento específico. Derrames grandes podem exigir a inserção de uma agulha com tubo para drenagem entre as costelas (toracocentese). Durante a toracocentese é importante certificar-se de que os tubos torácicos não fiquem obstruídos nem cheios.
Em casos de derrames recorrentes, pode-se manter um tubo torácico de drenagem constante por vários dias até a causa ser tratada. A drenagem pleural pode ser feita a largo prazo por um cateter inserido na cavidade pleural mesmo em casa. Se existe uma substância pró-inflamatória na cavidade pleural ela pode ser removida com uma cirurgia (toracotomia).
Em casos mais duradouros pode-se injetar uma substância irritante (como talco ou doxiciclina) através do tubo torácico para o espaço pleural (plerodese). A substância induz cicatrização das pleuras para que ambas pleuras se unam firmemente.